# Мајкл Пејлин
Сер Мајкл Едвард Пејлин (енгл. Michael Edward Palin; рођен 5. маја 1943. у Шефилду), је енглески комичар, сценариста, глумац, режисер, писац, аутор путописних документараца. Најпознатији је као један од чланова комичарске групе Монти Пајтон.
Обично је играо улоге манично-ентузијастичних људи (попут дрвосече у скечу Дрвосечина песма-The Lumberjack Song) или, обрнуто, потпуно смирених ликова.
Студирао је историју на Универзитету Оксфорд.
После Монти Пајтона, Пејлин се удружио са Теријем Џонсом. Глумио је са Џоном Клизом у филмовима Риба звана Ванда и Дивља створења. Такође је глумио у филмовима Временски бандити и Бразил, другог члана Монти Пајтона, Терија Гилијама.